# Поморие (нефтосъбирач)
Вижте пояснителната страница за други значения на Поморие.
Нефтосъбирач „Поморие“ се използва от Изпълнителна агенция „Проучване и поддържане на река Дунав“ за събиране на нефтени петна при възникнали аварии, както и за приемане на нефтоводни смеси от други плавателни съдове в река Дунав. Построен е през 1981 г. в „Ярославский Завод“, Ярославъл, СССР.
Максималната дължина на нефтосъбирача е 17,71 m, максимална ширина – 4,30 m, максимална височина – 5,80 m, максимално газене – 1,68 m.